# 水沢まい
水沢 まい（みずさわ まい、1991年5月2日 - ）は、日本のグラビアアイドル、元ライブアイドル、タレント。女性アイドルグループ「仮面女子」のメンバー及び「sherbetNEO」の元リーダー。愛称はまいぷぅ。
大阪府出身。リップ所属。

## 経歴
2013年12月にアリスプロジェクトに加入しデビュー。女性アイドルグループ「仮面女子」（スライムガールズ、ぴゅあふる、スチームガールズ、アリス十番）として活動する。2018年12月29日に仮面女子を卒業。
2020年9月にリップに所属し芸能活動を再開。以降はグラビアアイドルとして活動する。
2021年6月19日に女性アイドルグループ「sherbet」の妹分として結成された「sherbetNEO」の候補生として活動開始（sherbet・青山ひかる生誕祭／新宿アルタKeyStudioにてお披露目）。候補生は2チーム制で、A-teamに所属。2021年8月2日に正式メンバーに昇格し、リーダーとなる。担当カラーは仮面女子時代と同じ紫色。
2023年1月9日に所属グループの活動終了を受けて、sherbetNEOを卒業した。
2023年10月28日に、第4回サンスポGoGoクイーングランプリに輝いた。
2025年3月20日に行われた、橋本梨菜グラビア10周年トークイベントには、元sherbetNEOとして参加した。

## 人物
- 趣味は猫と遊ぶこと、野球観戦（阪神タイガースのファンである）[1]。
- 特技はダンス、ボウリング、腹話術[1]。
- 下乳ヴィーナスの異名を持つ[12]。
- 夢は甲子園で始球式[13]。
- 仮面女子在籍時より仮面女子の振り付けをおこなっており[14]、仮面女子卒業後も振り付けをしたいという夢が叶った[3]。
- 兄は東大卒（東大の博士号も取得）の弁護士である[15]。

## 作品
※仮面女子・各ユニット／sherbetNEOの各項も参照のこと。

### DVD
- まいぷぅ（2016年7月20日、ラインコミュニケーションズ、LCDV-40754、JAN 4529971407541、ASIN B01I284M0K）
- まいぷぅ100%（2016年11月24日、イーネット・フロンティア、ENFD-5755、JAN 4571369486751、ASIN B01MA6CYT0）
- まいにゅー（2021年1月26日、イーネット・フロンティア、ENFD-5910、JAN 4571369491083、ASIN B08R43GK82）

### デジタルコンテンツ

#### 動画
- I-ONE NEXT 水沢まい（2016年8月1日 アイドルワン DMM TV IONXT-40754）[16]
- 快汗！セクシーRunトレ（#1 2022年2月11日 Amazon Prime Video）[17]
- グラビアごはん「グラ飯」第78回（2022年2月25日、ニコニコ生放送）出演：柳瀬さき、吉田実紀、水沢まい[18]
- 必撮！まるごと☆水沢まい（2020年4月1日、アイロゴス、DMM TV、DMI-00102）[19]
- 必撮！まるごと☆まいてぃ・水沢まい（2024年6月1日、アイロゴス、DMM TV、WHM-00362）共演：まいてぃ[20]

#### 静止画
- 週末グラビア 水沢まい×猿山秀人 2.5次元美女図鑑（2023年 日刊ゲンダイ）

No.168（1月20日） No.169（1月27日） No.170（2月3日） No.171（2月10日）

### 写真集
- 仮面女子 妄想劇場（2016年6月17日 宝島社） - 仮面女子の選抜8人による水着写真集。出演：神谷えりな、窪田美沙、北村真姫、月野もあ、立花あんな、川村虹花、森カノン、水沢まい
- 水沢まい「MYぷぅ 下乳ヴィーナス」 エゴちゃん写真集 Kindle版（2021年9月24日 エゴちゃん Amazon Kindle）[21]
- まいにまいっちんぐ 水沢まい（2022年4月1日 アイロゴス）[22]
- 完熟MYぷぅ 水沢まい（2022年12月1日 アイロゴス）[23]
- 「バズる爆乳」まいぷぅ（2023年4月1日 アイロゴス）[24]
- 突然ですが♥逮捕します（2023年6月9日 アイロゴス）[25]

### 雑誌
- 週刊プレイボーイ 20号&21号合併号（2022年5月2日発売、集英社） - 73人の美女が大集合!!『グラビアフェス!2022』、付録DVD『グラドル104人の主張DVD』[26]

## 出演
※仮面女子・各ユニット／sherbetNEOの各項も参照のこと。

### テレビ
- NPBウェスタン・リーグ公式戦 タイガース対バファローズ第19回戦 中継（2022年7月3日、スカイA、阪神甲子園球場） - ゲスト解説[27]
- 浜ちゃんが!（2022年7月7日、読売テレビ） - #699 テレビ出たい娘ダービー！イス取り合戦の勝者は？大予想[参照 5][28]
- ニューヨーク恋愛市場（2022年12月13日 abemaTV ※有料）#54：ホテルでの甘い思い出調査♡＆グラドルと合コンゲーム[参照 6] ゲスト：RIPガールズ（水沢まい、樹智子、堀江りほ、桃々さや)
- バラいろダンディ（2024年2月7日 TOKYO MX） - ゲスト[29]

### ラジオ
- GIRLS♥GIRLS♥GIRLS =RED ZONE= sherbetNEOの＃ねおらじ （2021年7月7日 - 12月29日、FM FUJI、全26回）
- 鶴光・美和子噂のゴールデンリクエスト（2022年2月3日、ニッポン放送） - ゲスト：「シャワーの神様」のコーナー[30]に別室から出演[31]
- 藤井洋平の志が立つ話（2022年5月4日、FMたいはく） - ゲスト[32]
- サンスポGoGoクイーンRADIO（2023年12月29日、ニッポン放送）[33] 共演：永瀬ひな、仲根なのか

### ウェブテレビ
- 道の駅に行こう シーズン2（2023年 Amazon Prime Video） - エピソード 20,21,23[34] 旅人（レポーター）
- シブアイ! 渋谷アイドル100人劇場（2023年10月23日 - 11月28日、METALIVE）[35] シブアイ2023アシスタントMC
- 道との遭遇 スペシャルイベント（2024年7月26日、CBC Web） - 呂布カルマと水着グラドル「真夏の体力測定」 出演：呂布カルマ、かれしちゃん、ちとせよしの、原つむぎ、中山真希、水沢まい[36]

### Youtubeチャンネル
- トリマクリ! Keirin NAVI （2024年4月15日 - ） - トリマクリガール（湊みそら、比留川マイ、水沢まい）[37]

### ライブ（復活ライブ・所属グループ以外）
- 仮面女子 月村麗華退社式（2022年9月17日、浅草公会堂） - 最恐OGとして1日限定復活ライブ[38]
- エガフェス2022（2022年9月30日、LINE CUBE SHIBUYA）[39]
- フィリピンエキスポ 2024（2024年6月7日 - 9日、上野恩賜公園） - sherbetサポートメンバーとして[40]

### 撮影会
- RIP新年水着撮影会（2023年1月8日 studio ecolo）[41]

### オフ会
- 比留川マイ・堀江りほ 合同生誕オフ会 2023（2023年10月15日 渋谷区：エスグロッソ東京）[42] ゲスト：水沢まい
- RIP Girls 忘年会オフ会 2023（2023年12月23日 渋谷区：カラオケパセラ渋谷店）[43] 共演：比留川マイ、堀江りほ、竹川由華
- 湊みそら生誕＆バレンタイン合同オフ会（2024年2月11日 渋谷区：カラオケパセラ渋谷店）[44] 主賓：湊みそら 共演：堀江りほ、竹川由華

### CM
- 37ゲームズジャパン「日替わり内室」5周年イベント桃色サマーパーティー編（アプリゲーム、2023年）[45]

### 司会
- AI BB / Web3BB 東京サミット（2024年7月18 - 19日、国立新美術館）総合司会[46]、キャスター[47]

### 参照
1. ↑  
“週末グラビア 水沢まい×猿山秀人 2.5次元美女図鑑168”.   日刊ゲンダイ. 2023年2月17日時点のオリジナルよりアーカイブ。2023年2月17日閲覧。
2. ↑  
“週末グラビア 水沢まい×猿山秀人 2.5次元美女図鑑169”.   日刊ゲンダイ. 2023年2月17日時点のオリジナルよりアーカイブ。2023年2月17日閲覧。
3. ↑  
“週末グラビア 水沢まい×猿山秀人 2.5次元美女図鑑170”.   日刊ゲンダイ. 2023年2月17日時点のオリジナルよりアーカイブ。2023年2月17日閲覧。
4. ↑  
“週末グラビア 水沢まい×猿山秀人 2.5次元美女図鑑171”.   日刊ゲンダイ. 2023年2月17日時点のオリジナルよりアーカイブ。2023年2月17日閲覧。
5. ↑  德比，一个想在椅子比赛中出现在电视上的女儿(2022_0701)预赛 - bilibili（中国語）
6. ↑  『本編』無料期間：配信日から1週間、『恋愛”ヤミ”市場』：有料配信
“ニューヨーク恋愛市場”.   ABEMA (2022年12月6日). 2022年12月7日閲覧。
New York Love Market #54 (Dec 13,2022) RIP Gails - YouTube